# Takashina no Kishi
Takashina no Kishi (jap. 高階貴子 Takashina no Kishi; zm. w 996), znana także jako Gidōsanshi no haha (jap. 儀同三司母) – japońska poetka, tworząca w okresie Heian. Zaliczana do Trzydziestu Sześciu Mistrzyń Poezji.
Córka Takashiny no Naritady. Żona Fujiwary no Michitaki, matka Teishi, żony cesarza Ichijō. 
Pięć utworów jej autorstwa zostało opublikowanych w cesarskich antologiach poezji. Jeden z jej wierszy wybrany został również do Ogura Hyakunin-isshu.